# Гринблат, Моисей Яковлевич
Моисей Яковлевич Гринблат (29 марта 1905, Минск — 4 июля 1983, там же) — белорусский советский фольклорист, этнограф и историк, преподаватель.

## Биография
Родился в еврейской семье. Окончил Ленинградский университет (1930). Работал в Белорусском отделе Наркомпросвещения БССР (1920), с 1930 — в Академии Наук БССР : в Институте истории (1931—1941; 1945—1956) и Институте языковедения, этнографии и фольклора (1957—1976), одновременно преподавал в Минском педагогическом институте (1937—1941) и БГУ (1939—1941; 1945—195). Один из авторов двухтомной (Т.1, 1961) и пятитомной (Т.1, 1972) «Гісторыi Беларускай ССР».

### Сочинения
- «Песни белорусского народа» (1940, Т.1)
- «Белорусы: Очерки происхождения и этнической истории» (1968)
- «Белорусская этнография и фольклористика» (1972)